# Basazak
Basazak (persiska: بَصَرَك, بَستَرَك, بَسرَگ, بسزك, Başarak) är en ort i Iran.   Den ligger i provinsen Zanjan, i den nordvästra delen av landet, 280 km väster om huvudstaden Teheran. Basazak ligger 1 680 meter över havet och antalet invånare är 271.
Terrängen runt Basazak är huvudsakligen platt, men västerut är den kuperad. Runt Basazak är det ganska glesbefolkat, med 39 invånare per kvadratkilometer. Närmaste större samhälle är Zarrīnābād, 14,8 km öster om Basazak. Trakten runt Basazak består i huvudsak av gräsmarker.